# Худайбердиев, Зафар Рахимович
Зафар Рахимович Худайбердиев (5 октября 1968 года, Наманганская область, Узбекская ССР) — узбекский экономист и политический деятель, кандидат экономических наук, доцент. С 2020 года депутат Законодательной палаты Олий Мажлиса Республики Узбекистан IV созыва. Член Либерально-демократической партии Узбекистана.

## Биография
Зафар Худайбердиев окончил Ташкентский государственный аграрный университет и Академию государственного и общественного строительства при Президенте Республики Узбекистан. В 2020 году избран в Законодательную палату Олий Мажлиса Республики Узбекистан IV созыва, а также назначен на должность члена Комитета по вопросам инновационного развития, информационной политики и информационных технологий Законодательной палаты Олий Мажлиса Республики Узбекистан.
В 2024 году награждён медалью «Содик хизматлари учун».